# Necydalis bicolor
Necydalis bicolor là một loài bọ cánh cứng trong họ Cerambycidae.